# Михайловка (Соль-Илецкий район)
Михайловка — село в Соль-Илецком районе Оренбургской области России. Административный центр Михайловского сельсовета.

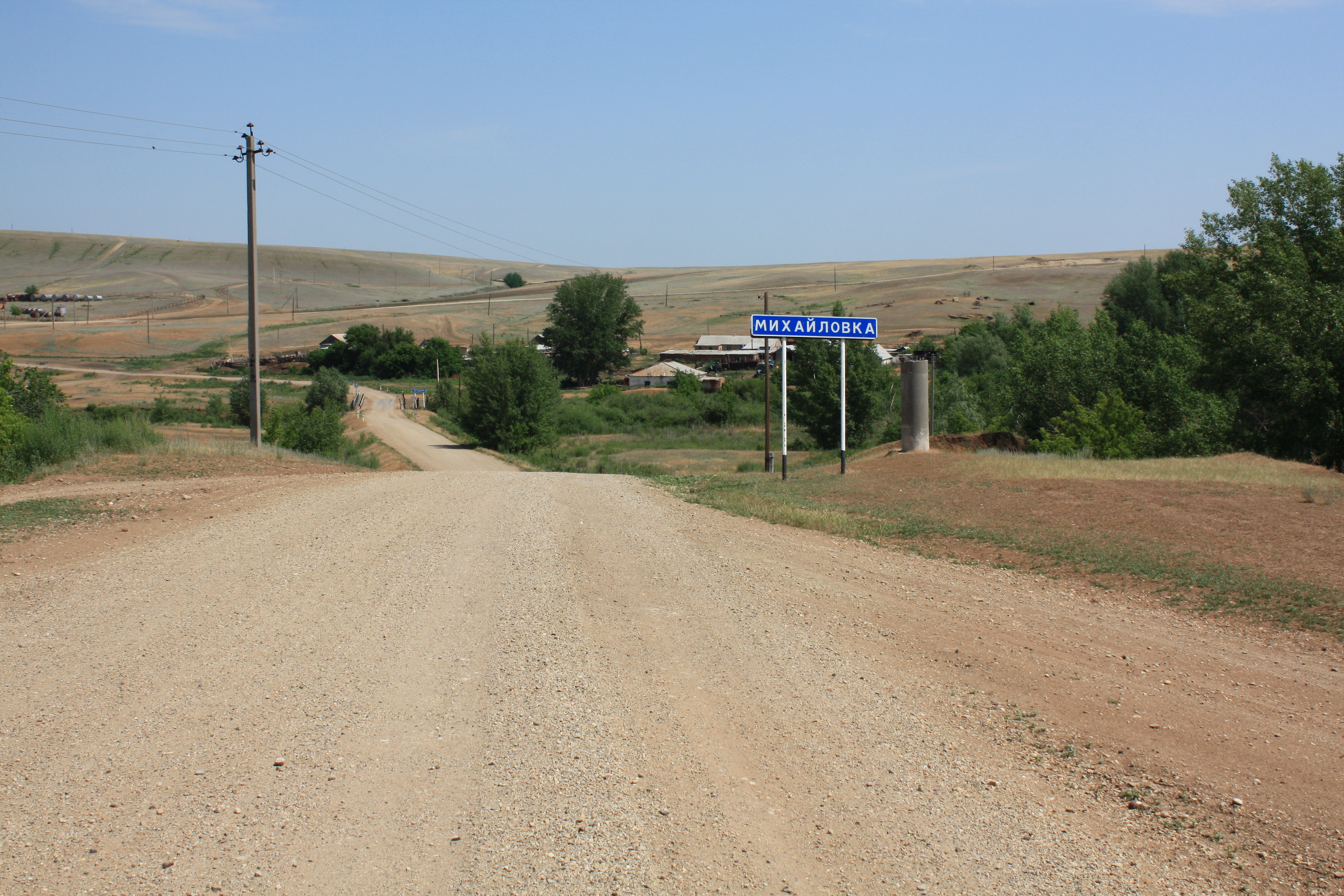

## География
Село расположено на правом берегу реки Бердянки (приток Урала), в 49 км к северо-востоку от райцентра Соль-Илецка.

## История
Село возникло в 1870-е годы на землях, принадлежавших князю Михаилу Долгорукову, по имени которого селу и дали название.

## Население
| 2010 |
| ---- |
| 498  |